# روسلا فالک
روسلا فالک (ایتالیایی: Rossella Falk؛ ‏ ۱۰ نوامبر ۱۹۲۶ – ۵ مهٔ ۲۰۱۳) بازیگر اهل ایتالیا بود.
از فیلم‌هایی که وی در آن نقش داشته‌است، می‌توان به ۱/۲ ۸، زیبایی زنان، بطن سیاه رتیل، قاتل پشت خط است و ساخت ایتالیا اشاره کرد.